# Qanbus

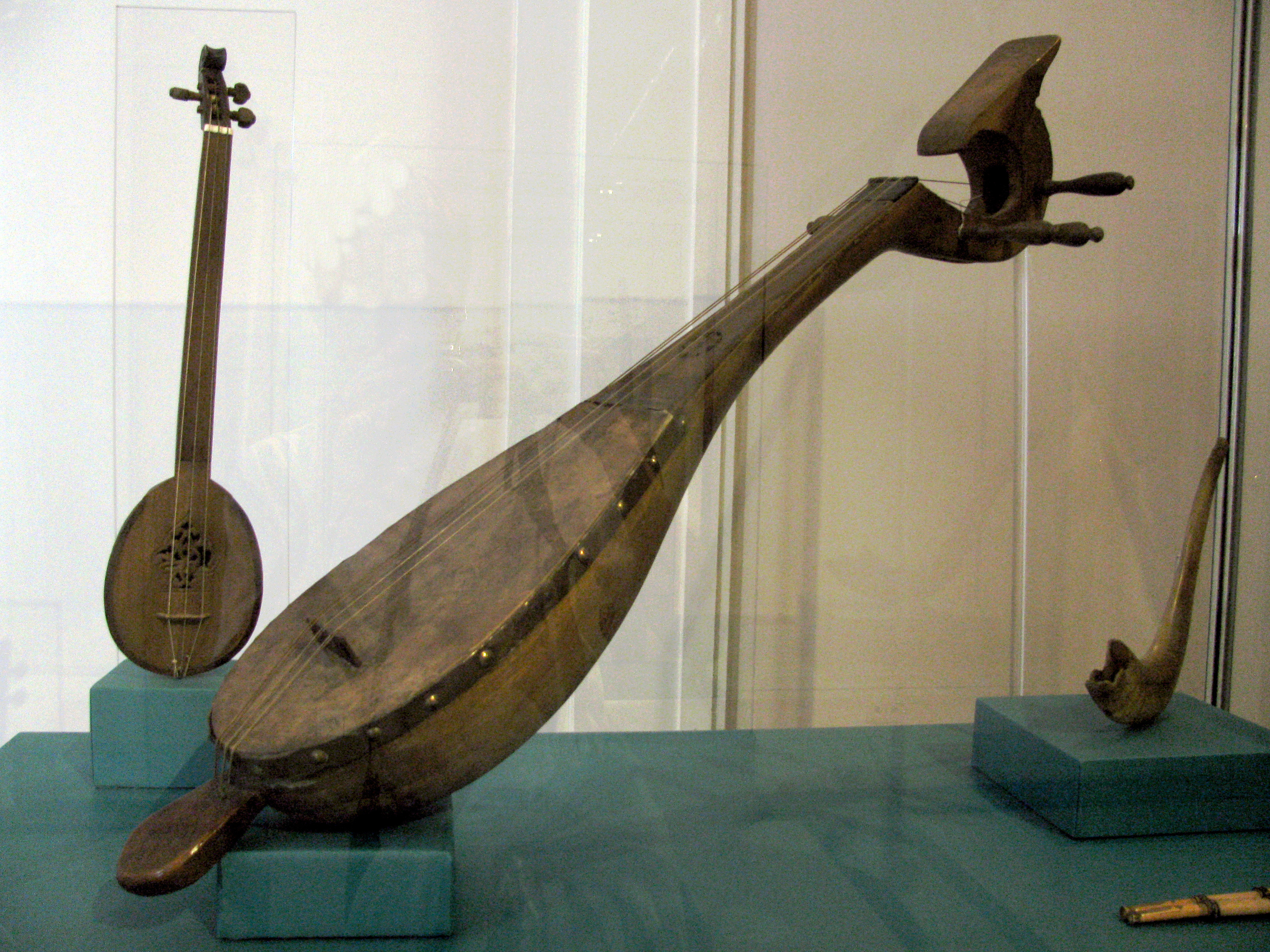
Um alaúde qanbūs está no Kunsthistorisches Museum em Viena.

Um qanbūs ou gambus (em árabe: القنبوس é um alaúde de pescoço curto que se originou no Iémen e está difundido por toda a Península Árabe. Sachs considerou que ele deriva seu nome do komuz turco, porém é mais comparável ao oud. Tem doze cordas que são puxadas com um plectro para gerar som. Entretanto, diferentemente de outros instrumentos da família dos alaúdes, o gambus não tem traste. Sua popularidade declinou durante o reino do Imam Yahya (1918 – 1948); por volta do começo do século XXI, o oud tinha substituído o qanbūs como o instrumento de escolha para os alaudistas do Oriente Médio.
A migração iemenita gerou a difusão do instrumento para diferentes partes do Oceano Índico. No Sudeste muçulmano da Ásia (especialmente a Indonésia, Malásia e Brunei), era chamado gambus e inflamou todo um gênero musical por si próprio. Hoje é tocado em Johor, Malásia do Sul, na dança tradicional Zapin. Nas Comores é conhecido como gabusi e em Zanzibar como gabbus.